# Abdul Razaq Vahidi
Abdul Razaq Vahidi (Kabul, 8 de junio de 1976) es un político afgano, quien se desempeñó como Ministro de Comunicaciones y Tecnología.  

## Biografía
Nació en Kabul en junio de 1976, en el seno de una familia de religiosos. Tras el establecimiento de la República Democrática de Afganistán, Vahidi y su familia emigraron a Irán, estableciéndose en la Provincia de Isfahán. Completó su primaria y secundaria en Irán y, gracias a su gran talento para las matemáticas, fue admitido con anticipación en el Departamento de Matemáticas de la Universidad de Isfahán, donde completó su Maestría en matemáticas.
Tras la caída del Emirato Islámico de Afganistán, regresó a Afganistán en 2002, donde comenzó a trabajar como profesor en la Universidad de Kabul. En 2005 fundó la Asociación de Matemáticos Afganos y se convirtió en asesor de la Unesco y del Ministerio de Educación. Junto con otros académicos, lideró la modernización del sistema de evaluación educativo en Afganistán.
En 2006 fue nombrado jefe administrativo del Ministerio de Finanzas y en 2010 pasó a ser el jefe de personal de esa cartera. A esto le siguió en 2011 su designación como Viceministro de Finanzas.
El 21 de abril de 2015 fue nombrado Ministro de Comunicaciones y Tecnología de la Información de Afganistán, en reemplazo de Amirzai Sangin. Ocupó el cargo hasta enero de 2017, cuando fue destituido y reemplazado por Sayed Sadaat, al ser acusado de la presunta malversación de 16.000.000 de afganis. Capturado en abril del mismo, Vahidi fue liberado y absuelto de todos los cargos en agosto por el Jefe Ejecutivo de Afganistán, Abdullah Abdullah.